# Trifolium diffusum
Trifolium diffusum är en ärtväxtart som beskrevs av Jakob Friedrich Ehrhart. Enligt Catalogue of Life ingår Trifolium diffusum i släktet klövrar och familjen ärtväxter, men enligt Dyntaxa är tillhörigheten istället släktet klövrar och familjen ärtväxter. Arten förekommer tillfälligt i Sverige, men reproducerar sig inte. Inga underarter finns listade i Catalogue of Life.